# Annan Athletic
Annan Athletic (offiziell: Annan Athletic Football Club) ist ein schottischer Fußballverein aus Annan, in Dumfries and Galloway gelegen.
Der Klub spielt momentan in der Scottish League One, der dritthöchsten schottischen Spielklasse. Der Verein wurde 2008 nach dem Konkurs von Gretna in das schottische Ligasystem gewählt.
Der Ort Annan, im äußersten Süden Schottlands gelegen, ist damit nach mehr als 80 Jahren wieder in der Liga vertreten. In den 1920er Jahren hatte der dort ansässige Verein Solway Star in der 3. Division gespielt, die 1926 aufgelöst wurde.
Eine Besonderheit in der Vereinsgeschichte von Annan Athletic besteht darin, dass der Club ein Vierteljahrhundert lang (1952 bis 1977) der Carlisle and District League angehörte, somit in England spielte. Nach der Rückkehr in den schottischen Fußball trat Athletic der South of Scotland Football League, später der East of Scotland Football League bei, aus der der sofortige Aufstieg gelang. Eine Reservemannschaft verblieb in der South of Scotland Football League, wo sie auch in der Saison 2018/19 spielt.